# RNII

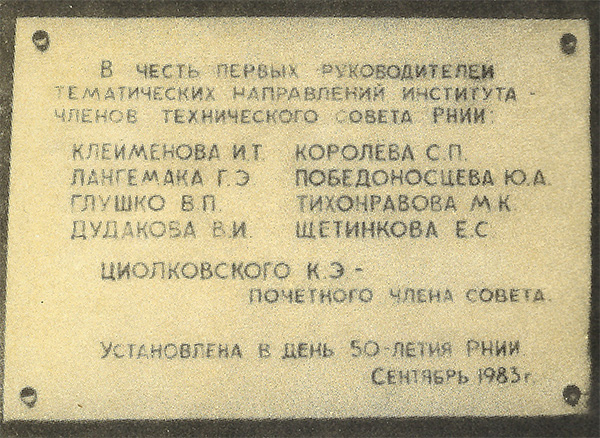
Gedenktafel von 1983 für die ersten Mitarbeiter des RNII

Das RNII (Reaktiwny Nautschno-Issledowatelski Institut) war eine sowjetische Raketenforschungsanstalt.

## Allgemein
Sie wurde am 21. September 1933 auf Befehl von Michail N. Tuchatschewski aus dem Leningrader Gasdynamischen Laboratorium (GDL) und der Moskauer Gruppe der GIRD gebildet. Leiter wurde Iwan Kleimenow, der vorher das GDL geleitet hatte, sein Stellvertreter Georgi E. Langemak. Konstantin Eduardowitsch Ziolkowski war Ehrenmitglied. Dem Technischen Rat unter Leitung von Langemak gehörten Walentin P. Gluschko, W. Dudakow, Michail K. Tichonrawow, Juri A. Pobedonoszew und Sergei P. Koroljow an.
Es unterstand dem Volkskommissariat für Schwerindustrie.
Abteilung 1 unter Langemak erforschte Pulverraketen, Abteilung 2 Flüssigkeitstriebwerke, Abteilung 3 unter Leitung von Koroljow Flügelraketen, Abteilung 4 unter Leitung von Pobedonoszew Staustrahltriebwerke.

## Entwicklungen
Am RNII wurden u. a. entwickelt: 
- 1929–1937  RS-82 und RS-132 (Luft-Boden-Rakete)
- 1934–1936  Objekt 217 (Flugabwehrrakete)
- 1935–1939  RNII 212 (Marschflugkörper)
- 1936–1939  Koroljow RP-318 (Raketenflugzeug)
- 1937–1941  Katjuscha Raketenwerfer
- 193900000 RDD-604 (ballistische Gefechtsfeldrakete)

Auf der Grundlage der beim Zentralrat der OSSOAWIACHIM entwickelten Staustrahlrakete WR-3 fanden 1939/40 Tests mit Staustrahltriebwerken als Beschleuniger für Flugzeuge statt.